# عملة التمثال النصفي المتوج
تتألف عملة الولايات المتحدة ذات التمثال النصفي المغطى "كابد باست" (بالإنجليزية: Capped Bust)من نصف عشرة سنتات وعشرة سنتات وربع دولار ونصف دولار.

## التاريخ
صمم جون رايش هذا المفهوم ذو الرأس المتوج للعملة المعدنية للحرية، حيث عدله كبير النقاشين في دار سك العملة ويليام نياس. ولقد ثبت أن هذا التصميم شائع واستمر من عام 1807 إلى عام 1839 على نصف الدولار، ومن عام 1815 إلى عام 1838 على الربع، ومن عام 1809 إلى عام 1837 على العشرة سنتات، ومن عام 1829 إلى عام 1837 على نصف العشرة سنتات. سُكت كل هذه العملات الأربع من 89.2% فضة و10.8% نحاس.
كان هناك أيضًا تصميم ذهبي أنشأه النقاش روبرت سكوت في عام 1795 ويُطلق عليه أيضًا اسم كابد بست، ومع أنه يُعرف أكثر باسم "رأس العمامة [الإنجليزية]" بسبب مظهره الغريب وغير العادي. قاموا باستخدام تصميم العمامة على عملات ربع النسر ونصف النسر والنسر الذهبية من عام 1795 إلى عام 1834. ففي عملات ربع النسر ونصف النسر استبدل تصميم العمامة بتصميم التمثال النصفي العادي في عامي 1808 و1807 على التوالي، بينما عملات النسر -بعد أن خرجت من الإنتاج منذ عام 1804- اعتمدت تصميم رأس الحرية "التاج" في عام 1838.
يتميز وجه عملة وميدالية الحرية الأولى لأندرو جاكسون المنتج في عام 2008 بتصميم التمثال النصفي المتوج.

### الفهرس
- Yeoman، R.S.؛ Bressett، Kenneth؛ Garrett، Jeff؛ Bowers، Q. David (2019). A Guide Book of United States Coins. Pelham, Alabama: Whitman Publishing.